# Commitment
Commitment (с англ. — «Обязательство») — предстоящий девятый студийный альбом британского исполнителя Крейга Дэвида, который должен выйти 8 августа 2025 года. Он будет выпущен Дэвидом самостоятельно по лицензии Believe Music. Это первый студийный альбом Дэвида с 2022 года после 22. Ему предшествовали четыре сингла: «In Your Hands», «SOS», «Commitment» (в сотрудничестве с нигерийской певицей Тивой Сэвидж) и «Wake Up». В «Commitment» также представлены совместные работы с певицами Джоджо и Луизой Джонсон.

## Об альбоме
16 апреля 2025 года Дэвид объявил о дате выхода альбома, обложке и трек-листе.

## Синглы
- 27 сентября 2024 года Дэвид выпустил «In Your Hands» в качестве первого сингла с альбома; в припеве звучит афроамериканская духовная песня «He’s Got the Whole World in His Hands»[2]. Сингл получил в целом положительные отзывы, а автор Vibe Миа Абрахам назвала его «глубоко эмоциональной записью». В тот же день состоялась премьера видеоклипа, снятого Lx[3][4].
- «SOS» был выпущен в качестве второго официального сингла 17 января 2025 года. Музыкальное видео, снятое MFB, было выпущено в тот же день[5][6].
- 26 февраля 2025 года Дэвид выпустил сингл «Commitment» с участием нигерийской певицы Тивы Сэвидж. Официальное музыкальное видео, снятое MFB, было выпущено 19 марта 2025 года[7].
- 16 апреля 2025 года Дэвид выпустил «Wake Up» в качестве четвёртого сингла с альбома[8]. В тот же день на YouTube был опубликован официальный визуализатор, созданный Джошуа Сэмюэлем[9].
- 11 июля 2025 года Крейг Дэвид выпустил свою совместную с Джоджо песню «In It With You» в качестве пятого сингла с альбома.
- 4 августа 2025 года Крейг выпустил «Rain» в качестве шестого сингла с альбома.

## Живые выступления
В январе 2025 года было объявлено, что Дэвид выступит в составе Kew The Music 2025 в садах Кью 8 июля 2025 года. Месяц спустя, в феврале 2025 года было объявлено, что Дэвид выступит с концертом в Кентском замке 6 июля 2025 года. В феврале 2025 года Дэвид отправился в турне по Великобритании; в туре он исполнил синглы «In Your Hands», «SOS» и сольную версию «Commitment» наряду с предыдущими хитами.

## Список композиций
| №   | Название                                   | Автор(ы)                                                                  | Producer(s)     | Длительность |
| --- | ------------------------------------------ | ------------------------------------------------------------------------- | --------------- | ------------ |
| 1.  | «Wake Up»                                  | Craig David Craig Simpkins Keith Mayberry Lemar Mahone Mike Brainchild    | Mike Brainchild | 2:53         |
| 2.  | «In It With You» (with JoJo)               |                                                                           |                 |              |
| 3.  | «Commitment» (with Tiwa Savage)            | David Donel Donald Mangena Brainchild Sean Wander Tiwatope Omolara Savage | Brainchild      | 3:11         |
| 4.  | «Leave the Light On» (with Louisa Johnson) |                                                                           |                 |              |
| 5.  | «Mr Right»                                 |                                                                           |                 |              |
| 6.  | «SOS»                                      | David Tre Jean-Marie                                                      | Jean-Marie      | 3:30         |
| 7.  | «Dominoes»                                 |                                                                           |                 |              |
| 8.  | «Your Way»                                 |                                                                           |                 |              |
| 9.  | «In Your Hands»                            |                                                                           |                 | 3:17         |
| 10. | «Last Chance With You»                     |                                                                           |                 |              |
| 11. | «Rain»                                     |                                                                           |                 |              |
| 12. | «Perfect Love»                             |                                                                           |                 |              |
| 13. | «So Special»                               |                                                                           |                 |              |

## История выпусков
| Страна | Дата           | Формат                              | Лейбл                  | Ref.   |
| ------ | -------------- | ----------------------------------- | ---------------------- | ------ |
| Разные | 8 августа 2025 | CD digital download streaming vinyl | Craig David Believe UK | [ 10 ] |